# Tramvajska linija št. 6 (Szczecin)
Tramvajska linija številka 6 (Pomorzany – Gocław) je ena izmed 12 tramvajskih linij javnega mestnega prometa v Szczecinu. Povezuje Pomorzany in Gocław. Začela je obratovati leta 1905. Dolga je 10,9 kilometrov.

## Trasa
| Smer: Gocław | Smer: Pomorzany |
| --- | --- |
| Pomorzany – Smolańska – Chmielewskiego – Kolumba – Nabrzeże Wieleckie – Jana z Kolna - Łady – Dubois – Antosiewicza – Nocznickiego – Stalmacha – Druckiego–Lubeckiego – Dębogórska – Wiszesława – Światowida – Lipowa – Gocław | Gocław – Lipowa – Światowida – Strzałowska – Wiszesława – Dębogórska – Ludowa – Druckiego–Lubeckiego – Stalmacha – Nocznickiego – Firlika – Łady – Jana Z Kolna – Nabrzeże Wieleckie – Kolumba – Chmielewskiego – Smolańska – Pomorzany |

## Preglednica vozil na liniji
- Linija 12: klasični tramvaji Tatra T6A2D in Konstal N na ulice Kolumba